# Ōzora
Pour les articles homonymes, voir Ozora (homonymie).
L'Ōzora (おおぞら) est un train express existant au Japon et exploité par la compagnie JR Hokkaido, qui relie la ville de Sapporo à celle de Kushiro.

## Gares desservies
L'Ōzora circule de la gare de Sapporo à la gare de Kushiro en empruntant les lignes Hakodate, Chitose, Sekishō et Nemuro.
| Nom des gares    |
| ---------------- |
| Sapporo          |
| Shin-Sapporo     |
| Minami-Chitose   |
| Oiwake*          |
| Shin-Yūbari*     |
| Shimukappu*      |
| Tomamu           |
| Shintoku         |
| Tokachi-Shimizu* |
| Memuro*          |
| Obihiro          |
| Ikeda            |
| Urahoro*         |
| Shiranuka*       |
| Kushiro          |

Les gares marquées d'un astérisque ne sont pas desservies par tous les trains.

## Matériel roulant
Les services Ōzora sont effectués par des rames séries KiHa 261-1000. Dans le passé, ils ont été effectués par les séries KiHa 80, KiHa 183 et KiHa 283.

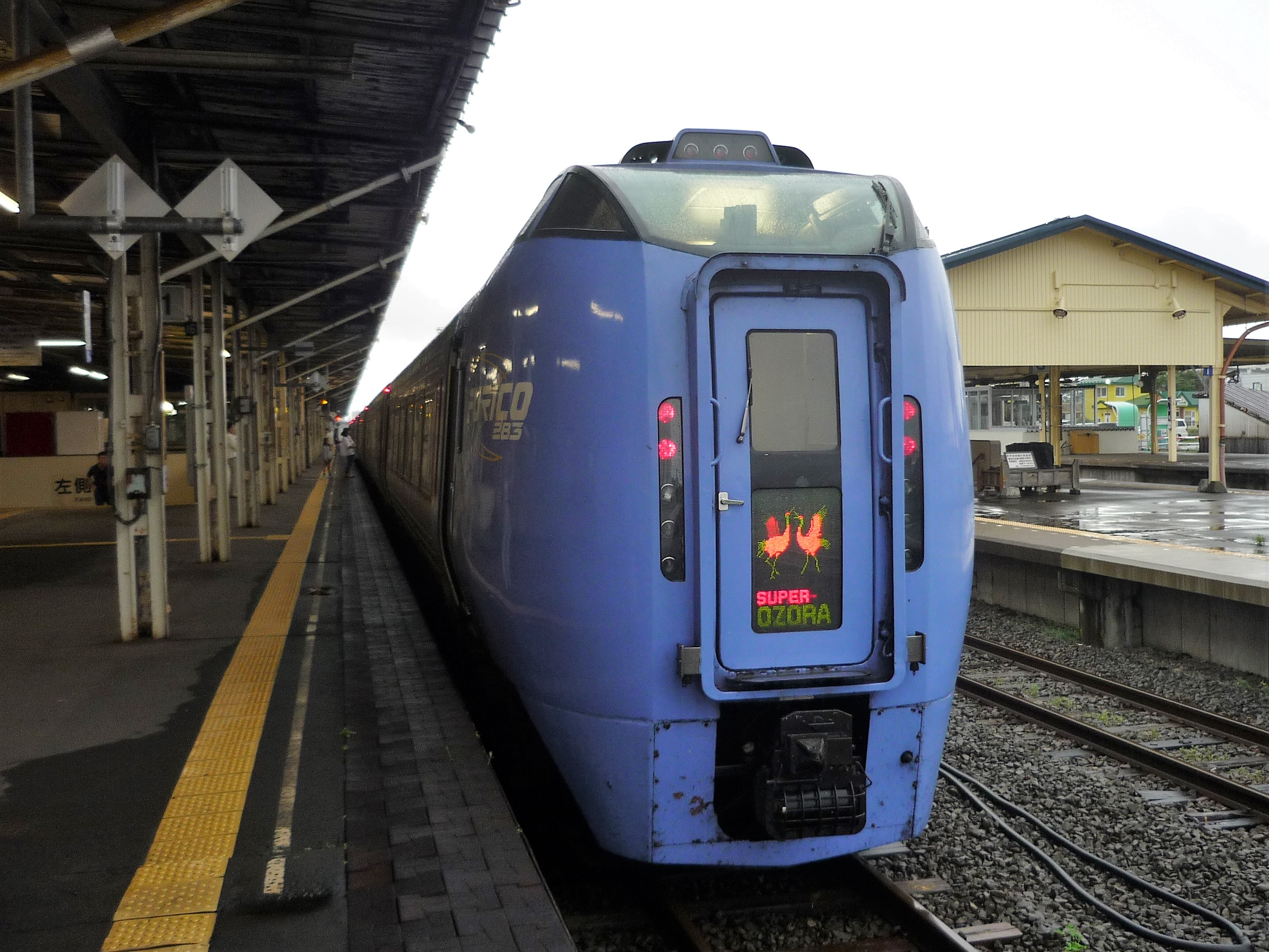
Série KiHa 283
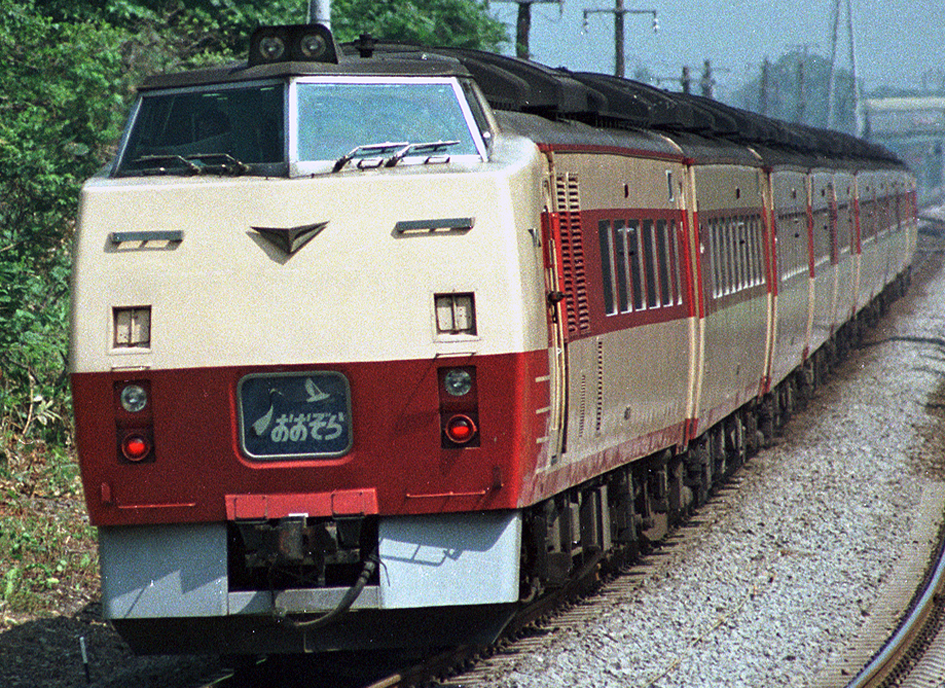
Série KiHa 183
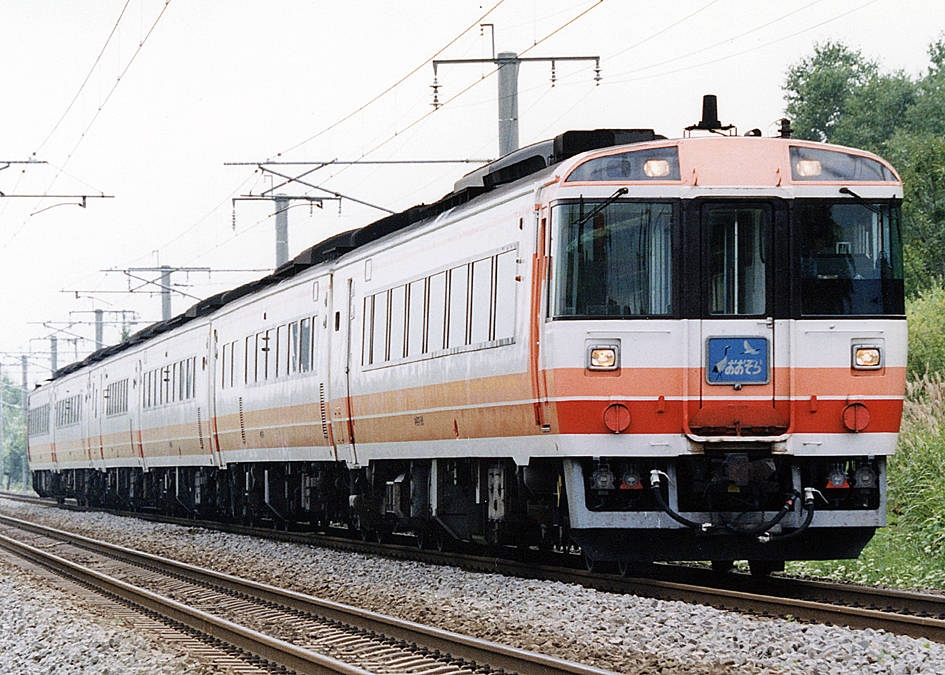
Série KiHa 183
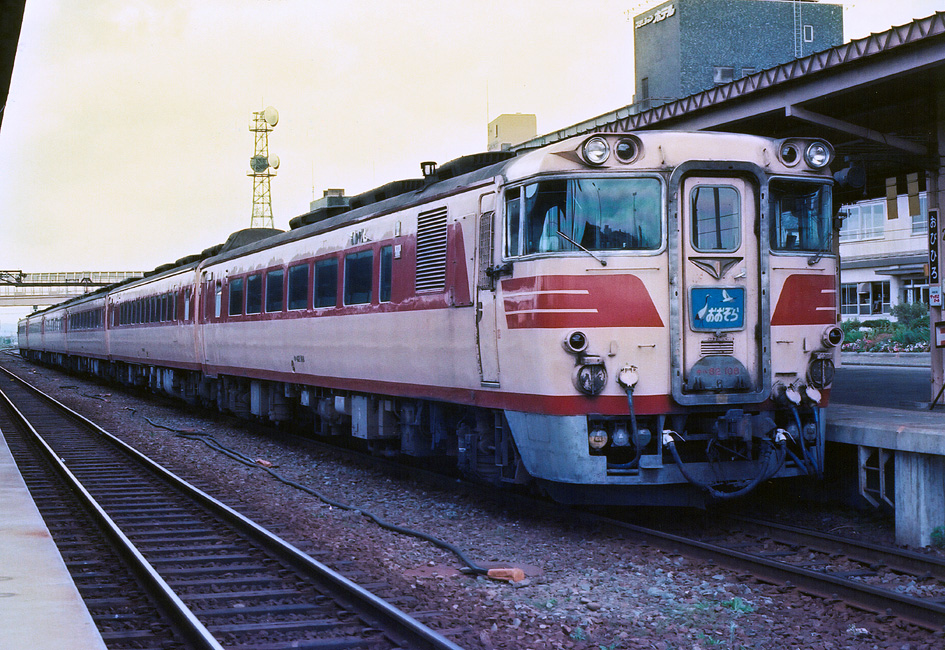
Série KiHa 80

## Composition des rames
- Série KiHa 261[1]:

| N° de voiture | 1     | 2       | 3       | 4       |
| Classe        | Green | Réservé | Réservé | Réservé |